# Знамя Октября
Зна́мя Октября́ — посёлок в Новомосковском административном округе города Москвы. Входит в состав района Щербинка.
Численность населения — 7 394 человека (2010). В 2006 году составляла 6 671 человек.
В состав посёлка входит микрорайон «Родники».

## Расположение
Расположен в 1 км от железнодорожной станции «Силикатная» Московской железной дороги. Посёлок находится в 10 км от МКАД. Граничит с микрорайоном «Силикатная-2» города Подольск Московской области, при этом расстояние до центра города — 6 км.

## Население
| 1979 | 2002  | 2006  | 2010  |
| ---- | ----- | ----- | ----- |
| 5207 | ↗6472 | ↗7394 | →7394 |

## Инфраструктура

### Культура и спорт
Культурный центр посёлка — дом культуры «Пересвет». Здесь расположены спортивные секции тяжёлой атлетики, настольного тенниса и армрестлинга, футбол, шахматы, вьет–вонго, бокс, бадминтон и др., спортивный клуб инвалидов «Мустанг», детская школа искусств «Дар». В здании находятся тренажёрный, спортивный и концертный залы.

### Образование

#### Детские сады
- Детский сад № 2083 «Ивушка»
- Детский сад № 2083 «Семицветик» («Родники»)
- Детский сад № 2083 «Росинка»

#### Школы
- Школа № 2083 (пос.Знамя Октября)
- Школа № 2083 («Родники»)

#### Другое
- Детская библиотека (филиал № 9)
- Взрослая библиотека «Знамя Подмосковья» (филиал № 24)
- Институт инфраструктуры предпринимательства (филиал)